# Mihkel Mathiesen
Mihkel Mathiesen (ur. 27 października 1918, zm. 28 listopada 2003 w Sztokholmie) – estoński polityk, minister w rządzie emigracyjnym w Sztokholmie, głowa państwa estońskiego w latach 1992–2003. 
Od 1985 do 1990 pełnił funkcję ministra transportu Republiki Estońskiej, później kierował resortem gospodarki. W głosowaniu z 16 lipca 1992 opowiedział się przeciwko uznaniu rządu estońskiego w Tallinnie za legalną kontynuację I Republiki, w związku z czym objął 15 września urząd premiera Estonii z kompetencjami prezydenta (de facto sprawował więc funkcję szefa państwa, a nie rządu). Tego samego dnia powołał Kaleva Otsa na premiera, który zastąpił go w 2003 w funkcji głowy państwa. 
Jego synem był Mait Mihkel Mathiesen, minister gospodarki i spraw zagranicznych w gabinecie Ahti Mända.